# Júlia Drusil·la
Júlia Drusil·la (en llatí Julia Drusilla) va ser la filla de l'emperador Calígula amb la seva dona Cesònia. Segons Suetoni va néixer el mateix dia del matrimoni de Cesònia amb l'emperador o, segons Dió Cassi, trenta dies després. El dia del seu naixement, el seu pare lava portar als temples de totes les deesses i la va posar damunt del genoll de Minerva, a qui la va consagrar.
Suetoni diu que de petita (amb uns dos anys) ja va mostrar gran crueltat i rascava la cara i els ulls dels nens que jugaven amb ella, però sembla que això, si va passar, no seria cap mostra de crueltat sinó un joc infantil.
El dia de la mort del seu pare va ser assassinada en ser llançada contra una paret l'any 41, quan tenia poc més de dos anys.